# Palea Kameni
Palea Kameni (griechisch Παλαιά Καμένη (f. sg.) ‚alte Verbrannte‘) ist eine griechische Insel in der südlichen Ägäis, die administrativ zur Gemeinde Thira innerhalb der Region Südliche Ägäis (Περιφέρεια Νότιου Αιγαίου) gehört.
Die Insel liegt in der Caldera des Inselvulkans Santorin. Sie ist vulkanischen Ursprungs und entstand vor knapp 2000 Jahren. Ungefähr 280 Meter nordöstlich von Palea Kameni befindet sich die jüngere Nachbarinsel Nea Kameni (Νέα Καμένη, ‚neue Verbrannte‘).
Bei einer Länge von 900 m und einer Breite von 200 m misst Palea Kameni gut 0,525 km² und erreicht eine Höhe von knapp 98 Metern. Die Insel ist vegetationsarm. Außer einer kleinen Kapelle im Norden gibt es nur ein Gebäude, die Hütte eines Einsiedlers, der der einzige Bewohner dieses Eilands ist. Hier befinden sich auch die warmen unterseeischen Quellen, die von den zahlreichen Touristenbooten als Badegelegenheit angefahren werden.

## Entstehungsgeschichte
Nach dem Zusammenbruch des Vulkans von Thera infolge der minoischen Eruption in der zweiten Hälfte des 17. Jahrhunderts v. Chr. füllte sich die Caldera zwischen Thira, Thirasia und Aspronisi mit Meerwasser. Erst um das Jahr 197 v. Chr., der Herrscherzeit Philipps V. von Makedonien, ist eine erste, dem großen Ausbruch folgende überseeische Aktivität des Vulkans bekannt (nach Phyllis Young Forsyth 198/97, nach Emanuela Guidoboni u. a. 199/98 v. Chr.). Es entstand die Insel Hiera oder Iera (Ἱέϱα ‚die Heilige‘), auch Automate (Αὐτομάτη ‚die von selbst entstandene‘) genannt, von der Strabon berichtete, sie hätte einen Umfang von 12 Stadien (etwa 2,2 km) gehabt. Die Rhodier errichteten auf ihr einen Tempel des Poseidon Asphalios. Hiera lag ungefähr auf der Höhe der Nordostecke der heutigen Insel Nea Kameni, versank jedoch wieder und bildete lange Zeit ein Felsenriff (neugriechische Bezeichnung Ύφαλος Μπάγκος Ifalos Bankos).
In den Jahren 46 und 47 n. Chr. wurde der Vulkan erneut aktiv und bildete die Insel Theia oder Thia (Θεία ‚die Göttliche‘), heute der Hauptteil von Palea Kameni (Παλαιά Καμένη). Im Sommer 726 kam es zu einem submarinen, explosiven Ausbruch östlich von Palea Kameni. Augenzeugen berichteten, dass das Meer in der Caldera zu kochen begann, bis dichter Rauch aufstieg. Anschließend wurden große Bimsstein-Blöcke in solcher Menge ausgeschleudert, dass sie das Meer auf einer enormen Fläche bedeckten und die mehr als 400 Kilometer entfernten Küsten von Makedonien und Kleinasien erreichten. Der Ausbruch ging mit einer effusiven Eruption zu Ende, der die Insel Palea Kameni um den Lavastrom von Agios Nikolaos (Άγιος Νικόλαος) im Norden erweiterte.

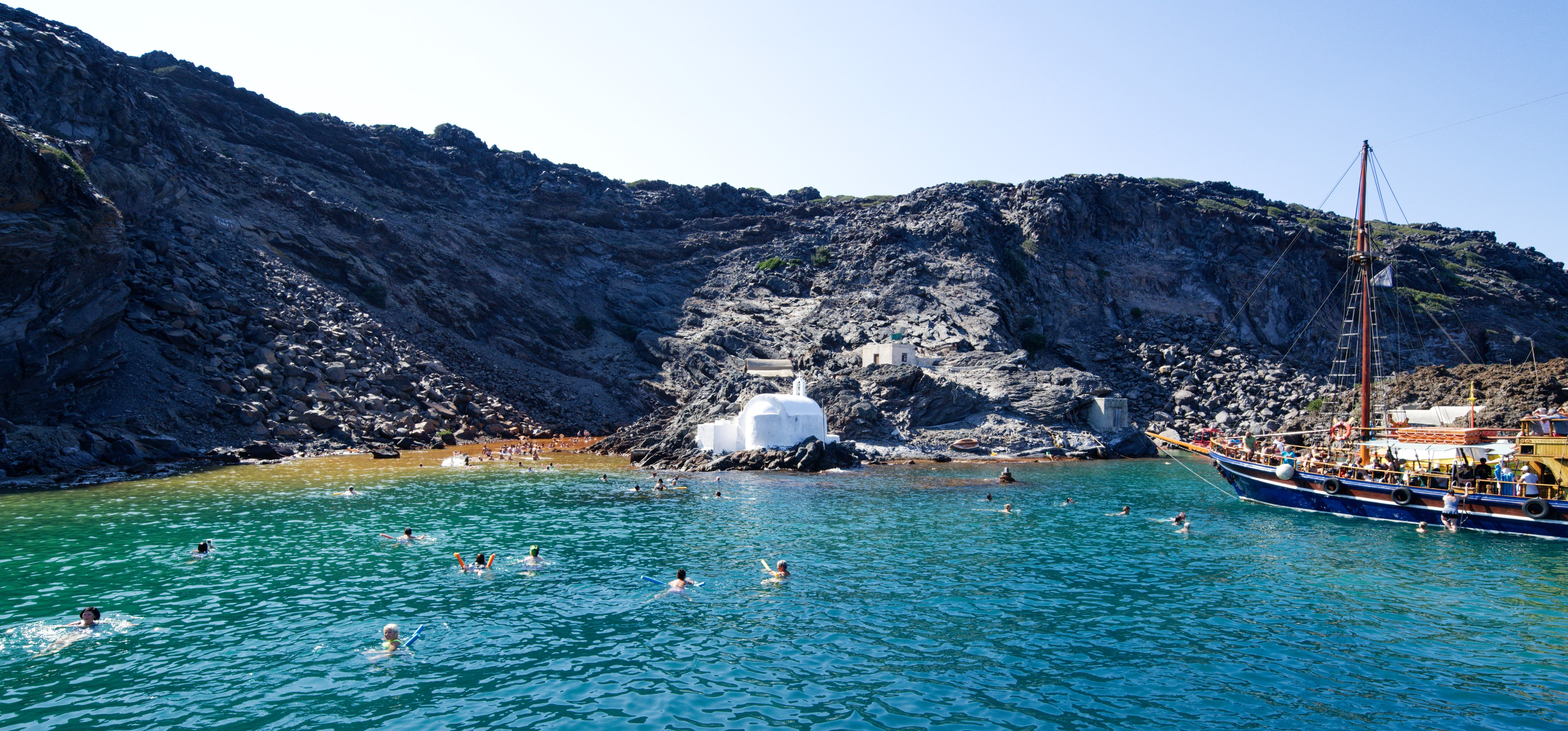
Bucht mit Schwefelquellen
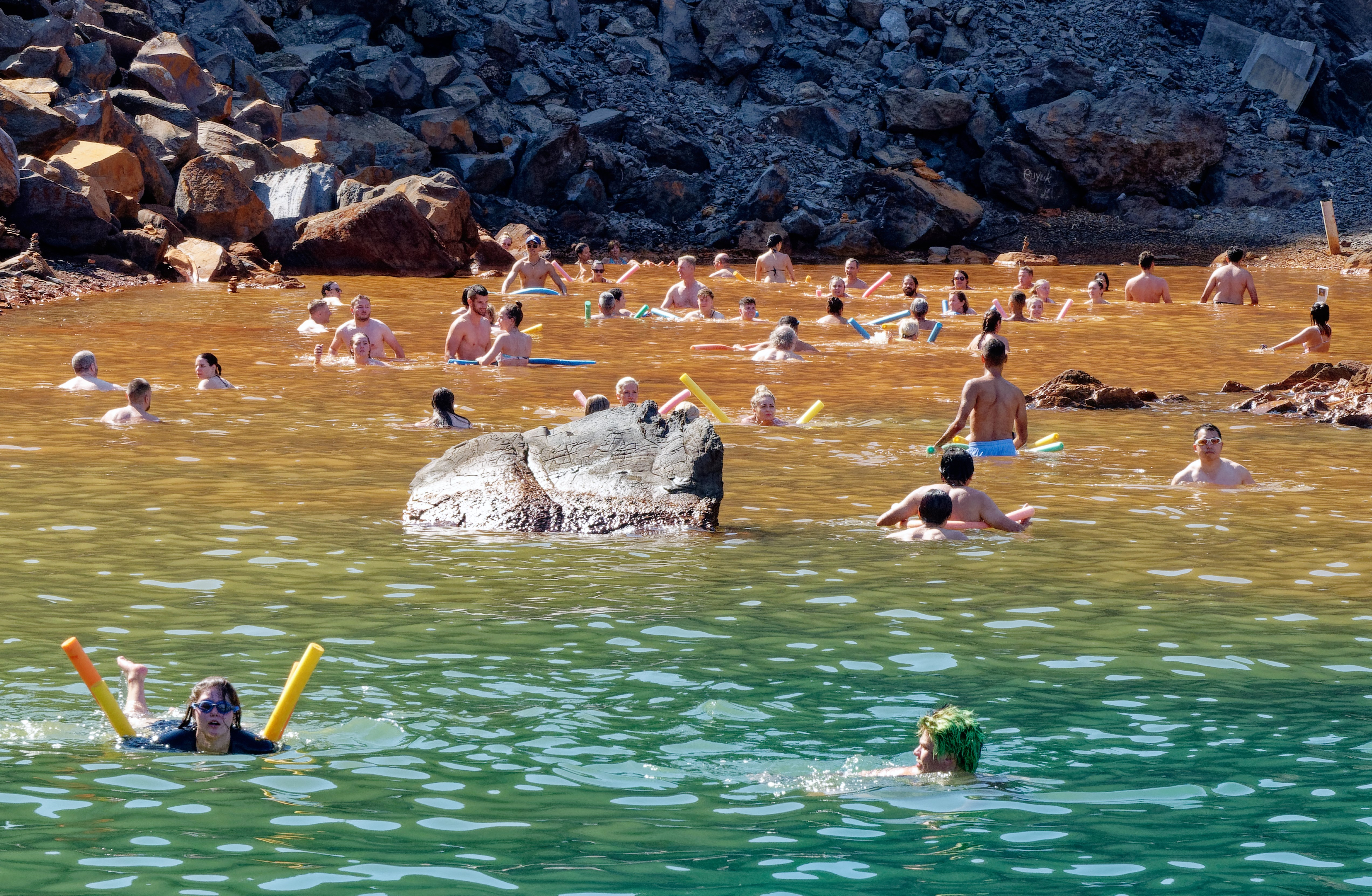
Schwefelquellen färben das Meerwasser